# Distrito de Selva Negra-Baar
El distrito de Selva Negra-Baar (en alemán: Schwarzwald-Baar-Kreis) es un distrito alemán en el sur de Baden-Wurtemberg. En total tiene una superficie de 1.025,24 km² y 210.971 habitantes. Capital del distrito es Villingen-Schwenningen.

## Ciudades y municipios
- Ciudades:

1. Bad Dürrheim
2. Blumberg
3. Bräunlingen
4. Donaueschingen
5. Furtwangen
6. Hüfingen
7. St. Georgen
8. Triberg
9. Villingen-Schwenningen
10. Vöhrenbach

- Municipios:

1. Brigachtal
2. Dauchingen
3. Gütenbach
4. Königsfeld en la Selva Negra
5. Mönchweiler
6. Niedereschach
7. Schonach
8. Schönwald
9. Tuningen
10. Unterkirnach